# 이마쿠라 히데유키
이마쿠라 히데유키(일본어: 今倉 秀之, 1972년 6월 3일 ~ )는 일본의 전 축구 선수이다.

## 구단 경력
1988년 일본 사커 리그의 미쓰비시 자동차(우라와 레즈)에 입단했다. 1994년후 현역 은퇴.